# Bojana Bobusicová
Bojana Bobusicová (srbsky Бојана Бобушић, Bojana Bobušić; narozená 2. října 1987, Bělehrad) je australská profesionální tenistka pocházející z Jugoslávie. Ve své dosavadní kariéře na okruhu WTA Tour nevyhrála žádný turnaj. V rámci okruhu ITF získala k lednu 2012 jeden titul ve dvouhře a tři ve čtyřhře.
Na žebříčku WTA byla nejvýše ve dvouhře klasifikována v listopadu 2011 na 238. místě a ve čtyřhře pak v říjnu 2010 na 238. místě. Trénuje ji Mark Leuba.
Mezi ženami debutovala v kvalifikaci Australian Open 2004, kde v prvním kole podlehla Američance Jennifer Hopkinsové po setech 3–6, 3–6.

## Finálové účasti na turnajích okruhu ITF
| $100,000 tournaments |
| $75,000 tournaments  |
| $50,000 tournaments  |
| $25,000 tournaments  |
| $10,000 tournaments  |

### Dvouhra: 6 (1–5)
| Stav       | Č. | Datum             | Turnaj             | Povrch | Finalistka           | Výsledek      |
| ---------- | -- | ----------------- | ------------------ | ------ | -------------------- | ------------- |
| Finalistka | 1. | 21. září 2009     | Darwin             | tvrdý  | Sacha Jonesová       | 4–6, 1–6      |
| Finalistka | 2. | 17. května 2011   | Landisville        | tvrdý  | Robin Andersonová    | 2–6, 3–6      |
| Finalistka | 3. | 31. května 2011   | Hilton Head Island | tvrdý  | Alexandra Muellerová | 2–6, 0–6      |
| Finalistka | 4. | 27. července 2011 | Chiswick           | tvrdý  | Donna Vekićová       | 6–3, 3–6, 3–6 |
| Finalistka | 5. | 25. října 2011    | Port Pirie         | tvrdý  | Olivia Rogowska      | 3–6, 2–6      |
| Vítězka    | 6. | 1. listopadu 2011 | Mount Gambier      | tvrdý  | Sung-Hee Han         | 6–3, 6–2      |

### Čtyřhra: 4 (3–1)
Pozn. Tabulka je neúplná
| Stav       | Č. | Datum             | Turnaj     | Povrch | Spoluhráčka        | Finalistky                                  | Výsledek         |
| ---------- | -- | ----------------- | ---------- | ------ | ------------------ | ------------------------------------------- | ---------------- |
| Finalistka | 1. | 16. října 2009    | Port Pirie | tvrdý  | Alenka Hubaceková  | Erika Semaová Jurika Semaová                | 1–6, 7–5, [6–10] |
| Vítězka    | 2. | 25. července 2010 | Lexington  | tvrdý  | Christina Fusanová | Jacqueline Caková Story Tweedieová-Yatesová | 6–4, 6–2         |